# Brown Brigade
Pour les articles homonymes, voir Brown.
Brown Brigade est un groupe heavy metal aux influences reggae britannique, originaire d'Ajax, en Ontario. Il est formé en 2003 par Dave « Brownsound » Baksh. Brown Brigade se composait du chanteur et guitariste Dave Baksh, du bassiste Vaughn Lal (cousin de Dave), du second guitariste Craig « The Craigulator » Pattison (Roady de Dave lorsqu'il était encore au sein des Sum 41), et du batteur Johnny Owens.

## Biographie

### Débuts (2003, 2006–2008)

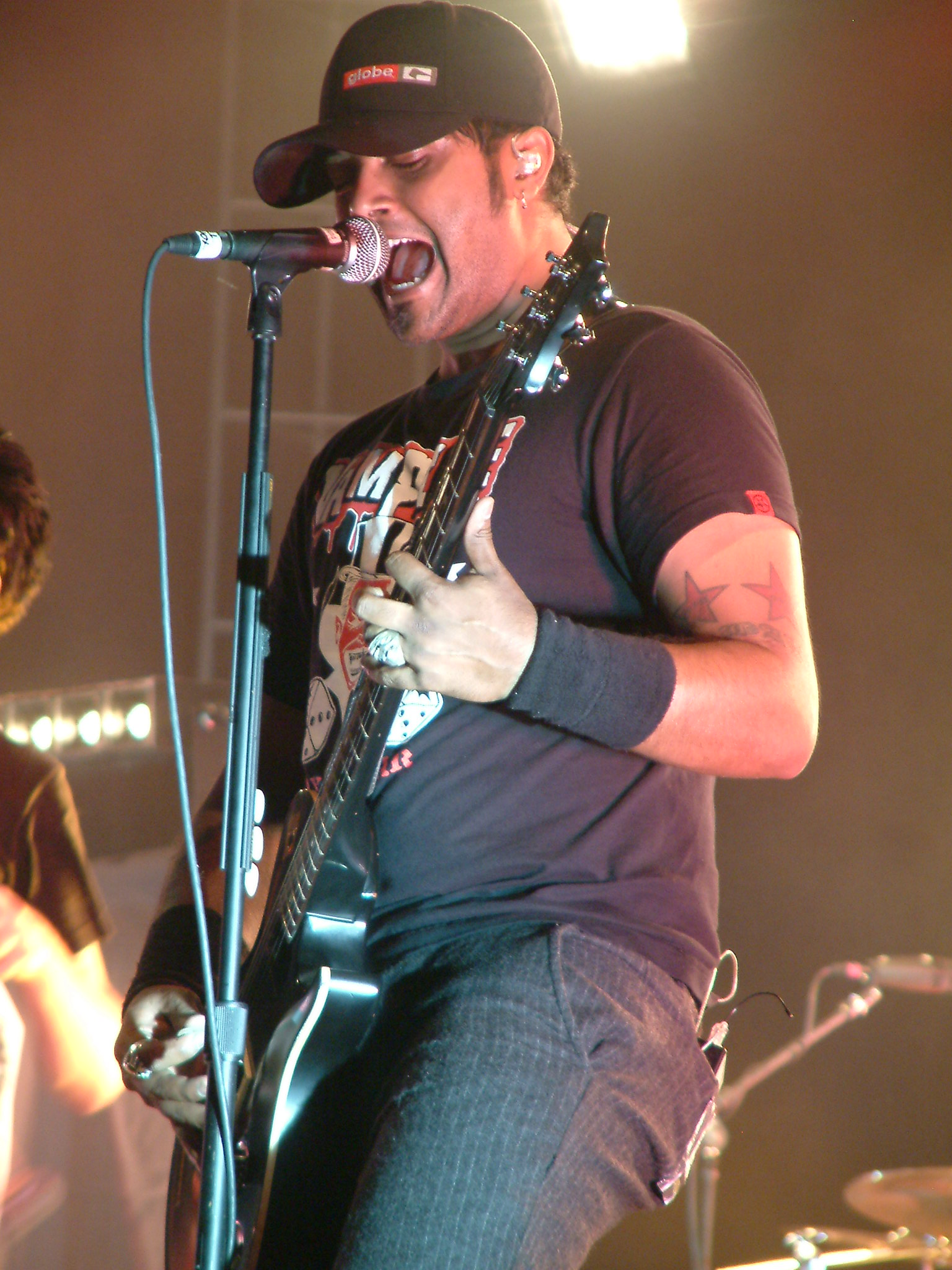
Dave Baksh avec Sum 41 en 2003.

Dave Baksh, ancien guitariste du groupe de punk canadien Sum 41, forme en 2003 Brown Brigade comme projet parallèle avec son cousin Vaughn Lal. L'existence du groupe est officiellement révélée le mardi 11 mai 2006, quand Baksh annonce qu'il souhaite quitter Sum 41 après une dizaine d'années de collaboration. La séparation est motivée par des différences artistiques entre Sum 41 et Dave Baksh, ce dernier souhaitant prendre en main sa jeune carrière. Brown Brigade possède un son heavy metal traditionnel, la musique que Baksh joue depuis sa plus tendre enfance. Selon lui, leur son se rapproche de celui d'Iron Maiden.
Rolling Stone annonce l'arrivée du batteur Johnny Owens, du guitariste Craig « The Craigulator » Pattison, et du percussionniste Cess Rock. Dave Baksh explique qu'il aurait souhaité adopter une mascotte comme Iron Maiden avec Eddie the Head et Megadeth avec Vic Rattlehead. Le groupe signe au label Aquarius Records en septembre 2006. Il dévoile peu après le titre de son premier EP, Appetizer for Destruction, en référence à l'album de Guns N' Roses Appetite for Destruction. Cet EP est publié en octobre 2006 et vendu exclusivement pendant leur tournée canadienne avec Pennywise. En février 2007, Baksh annonce que l'album est terminé. Le 5 juillet 2007, une reprise de la chanson d'Iron Maiden Hallowed be thy Name est publiée sur le fansite du groupe. Le 14 août 2007, leur premier album, Into the Mouth of Badd(d)ness est publié aux États-Unis et au Canada, exclusivement sur iTunes. Il paraît physiquement le 18 septembre 2007, au Canada chez Aquarius Records. En septembre 2007, le guitariste Chuck Coles, ex-Cauterize, rejoint Brown Brigade comme second guitariste, après le départ du guitariste Craig Pattison.

### Pause (2009)
En 2009, l'activité du groupe diminue, Chuck, Dave et John se concentrant sur un autre groupe, The Organ Thieves. Le 6 novembre 2009, Dave annonce qu'il n'y aura pas d'EP axé punk, funk et reggae, par manque de temps et de chanteur. Cette même année, le groupe se sépare.

## Discographie
- 2007 : Into the Mouth of Badd(d)ness